# 전철우
전철우(1967년 6월 9일 ~ )는 대한민국의 개그맨 겸 기업가이다.

## 주요 이력
동독 드레스덴에서 유학 중 1989년에 결국 동독을 탈출 및 출국하여 대한민국 서울특별시에 귀순하였으며 1994년 MBC TV 프로그램 《청년 내각》을 통하여 서서히 "정치에 1도 관심치 않은 청년"으로써 "새터민의 객관적 마인드"를 표현하는 등의 인기를 모았다.

## 주요 경력
- 전철우의 평양 랭면 CEO 대표이사

## 학력
- 김책공업종합대학교 광산산업공학과 1학년 중퇴(1988년 2월)
- 체코슬로바키아 프라하 카렐 대학교 독일어학과 1학년 중퇴(1989년 5월)
- 한양대학교 공과대학 전자공학과 학사(1995년 2월)

## 출연작

### 영화
- 2001년 《교도소 월드컵》
- 2002년 《마법의 성》

### TV 프로그램
- 1994년 : MBC 프로그램 《TV 청년 내각》
- 1995년 : KBS2 프로그램 《체험 삶의 현장》
- 1995년 : SBS 프로그램 《코미디 전망대》
- 1996년 : MBC 프로그램 《일요일 일요일 밤에》
- 2000년 : KBS2 프로그램 《슈퍼 TV 일요일은 즐거워》
- 2013년 : 채널 A 프로그램 《이제 만나러 갑니다》
- 2013년 : 채널 A 프로그램 《웰컴 투 돈 월드》
- 2013년 : MBC 프로그램 《세바퀴》
- 2014년 : EBS1 프로그램 《가족의 발견》
- 2020년 : KBS1 프로그램 《TV는 사랑을 싣고》

### TV 시트콤
- 1995년 : MBC 일일시트콤 《두 아빠》 ... (제2회에서 중화인민공화국 광둥 성 광저우 거류 재중동포 최동순(추이 둥춘) 역으로 카메오 목소리 출연)

### 광고
- 1996년 마스터카드
- 1998년 전철우고향랭면
- 2000년 JW중외제약 화콜F (신은경과 함께 출연)